# Розинер, Феликс Яковлевич
Феликс Яковлевич Розинер (1936—1997) — русский писатель, поэт, эссеист, музыковед.

## Биография
Окончил Московский полиграфический институт (1958), учился в консерватории по классу скрипки, работал инженером (до 1967), затем музыкальным критиком. Начинал свой творческий путь как поэт в 60-е годы. Первая его опубликованная работа — запись мемуаров дирижёра Юрия Файера, вышедшая в России двумя изданиями. За нею последовали беллетризованные биографические книги о художнике Чюрлёнисе (впоследствии выходила в значительно дополненном варианте и под другим названием) и композиторах Григе и Прокофьеве.
В 1978 году эмигрировал в Израиль. В 1985 переехал в США и всю оставшуюся жизнь провел в Бостоне, где он работал научным сотрудником Русского исследовательского центра Гарвардского университета. Книги его до 1990 года издавались только на Западе. Проза его посвящена судьбам творческой интеллигенции при советском тоталитаризме, а также теме русского еврейства. Роман «Некто Финкельмайер», законченный в 1975 году, был отвергнут советскими издательствами и распространялся исключительно в самиздате. После эмиграции автора роман вышел на Западе в 1980 году. Роман, посвященный судьбе «неофициального» поэта в СССР, был удостоен парижской литературной премии им. Владимира Даля за 1980 год (под названием «Пыль на ветру») и был переведен на английский, французский и иврит. За этот же роман Розинер был номинирован на Нобелевскую премию по литературе.
За второй (и последний) роман «Ахилл бегущий» Розинеру была присуждена премия «Северная Пальмира» как за лучшее произведение прозы, опубликованное в Санкт-Петербурге в 1994 году. Спектакль по повести Розинера «Лиловый дым» уже более десяти лет идет на сцене театра «Эрмитаж». В последние годы жизни, страдая от тяжелой болезни, Розинер занимался грандиозным проектом создания энциклопедии советской цивилизации. Он похоронен на кладбище Mount Auburn Cemetery в Кембридже (Массачусетс), рядом с могилой поэта Лонгфелло. Архив писателя хранится в Центре Русской Культуры Амхерстского колледжа, Амхерст, Массачусетс.

## Книги
«В домике старого музыканта». М.: Сов. композитор, 1970. — 80 c.

«Расскажи мне, музыка, сказку…». М.: Сов. композитор, 1972. — 108 c.

«Сага об Эдварде Григе», монография. М: Мол. гвардия, 1972. — 224 c.

«Ваши дети, вы и музыка». М: Знание, 1973 — 96 c.

«Гимн Солнцу (М. К. Чюрлёнис)», монография. М: Мол. гвардия, 1974. — 192 c., 150 000 экз.

«Токката жизни (С. С. Прокофьев)», монография. М: Мол. гвардия, 1978. — 208 c.

«Что? Где? Как? Иврит-русский разговорник» (совместно с Иланом Розинером). Иерусалим: Тарбут, 1980 — 20 с.

«Некто Финкельмайер», роман. Лондон: Overseas Publications Interchange, 1980. — 600 c.

«Серебряная цепочка: семь поколений одной семьи». Иерусалим: Б-ка Алия, 1983. — 244 c.

«101 слово = 12 стихотворений». Тель-Авив, 1983 — 13 лист.

«Весенние мужские игры», повести и рассказы. Тинафлай, Нью-Джерси: Эрмитаж, 1984. — 208 c.

«Темный дом», стихи. Париж: Рене Герра, 1985 — 80 c.

«Триптих». Лондон: Overseas Publications Interchange, 1986. — 192 с.

«Лиловый дым», повесть. Бостон, 1987 — 48 c.

«Некто Финкельмайер», роман. М.: Терра, 1990—600 c.

«Искусство Чюрлёниса: Жизнь. Личность. Живопись. Музыка. Поэзия. Философия творчества». М.: Терра. 1992. — 408 c.

«Речитатив», сборник стихов. М.: Прометей, 1992. — 108 c.

«Избранное». М.: Терра, 1996. — 528 с. (В книгу вошли: роман «Ахилл бегущий», повести «Лиловый дым», «Адамов ноготь», «Медведь Великий» и рассказы).

«Вектор века: Стихи 1978—1996 гг». М. — Париж — Нью-Йорк: Третья волна, 1996. — 122 с.

«Записки паломника: Эссе и статьи о литературе, музыке и о советской цивилизации». М. — Париж — Нью-Йорк: Третья волна, 1998. — 336 c.

## Об авторе
- Анатолий Кудрявицкий. Ахилл, музыкой спасенный. Книжное обозрение. № 15, 11 апреля 1995
- Лексикон русской литературы XX века = Lexikon der russischen Literatur ab 1917 / В. Казак ; [пер. с нем.]. — М. : РИК «Культура», 1996. — XVIII, 491, [1] с. — 5000 экз. — ISBN 5-8334-0019-8.
- Вадим Крейд. Словарь поэтов русского зарубежья, 1999
- Вячеслав Огрызко. Из поколения шестидесятников, 2004
- Юрий Окунев. Некто Розинер. 2014. Ч. 1: http://reading-hall.ru/publication.php?id=10611. Ч. 2: http://reading-hall.ru/publication.php?id=11457

## Тексты
[www.belousenko.com/wr_Roziner.htm Роман «Некто Финкельмайер» (текст)]
Советская литературная экология. Эссе Архивная копия от 1 марта 2008 на Wayback Machine